# Союз ТМА-9
«Союз ТМА-9» — пилотируемый космический корабль.

## Экипаж старта
- Командир корабля — Михаил Тюрин  Россия (2-й полёт).
- Бортинженер-1 — Майкл Лопес-Алегриа (англ. Michael Lopez-Alegria)  США (4-й полёт).
- Участник космического полёта — Ануше Ансари (англ. Anousheh Ansari)  Иран /  США, четвёртый космический турист (1-й полёт).

Михаил Тюрин второй раз отправляется на МКС. С 11 марта по 10 декабря 2001 года он, вместе с Фрэнком Калбертсоном и Владимиром Дежуровым в составе 3-й долговременной экспедиции провёл на станции примерно 120 суток.

## Дублирующий экипаж
- Командир корабля — Юрий Маленченко  (Россия)
- Бортинженер-1 — Пегги Уитсон (англ. Peggy Whitson)  (США)

## Экипаж возвращения
- Командир корабля — Михаил Тюрин  Россия
- Бортинженер-1 — Майкл Лопес-Алегриа  США
- Участник космического полёта — Чарльз Симони (англ. Charles Simonyi)  Венгрия /  США, пятый космический турист.

## Описание полёта

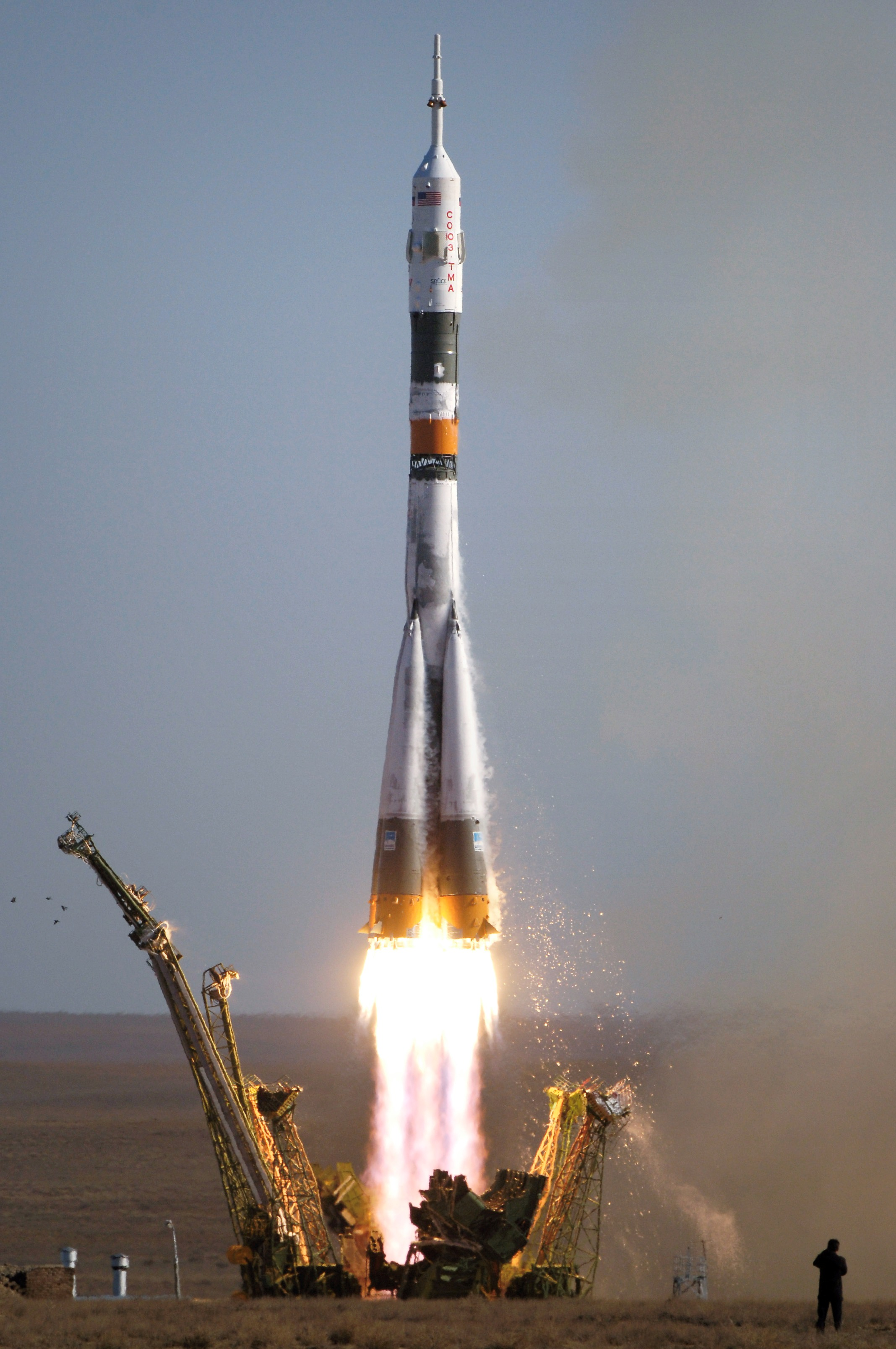
Запуск «Союза ТМА-9»

Программой полёта предусматривалась стыковка корабля «Союз ТМА-9» с Международной космической станцией (МКС) и частичная замена экипажа 13-й долговременной экспедиции. К моменту старта на МКС находится экипаж в составе: Павел Виноградов, Джеффри Уильямс и Томас Райтер. После смены на МКС оставался экипаж МКС-14: Майкл Лопес-Алегриа, Михаил Тюрин и Томас Райтер. Павел Виноградов, Джеффри Уильямс и Ануше Ансари отправились на Землю на корабле «Союз ТМА-8». Предусматривалось, что в декабре на шаттле «Дискавери» STS-116 на станцию прибудет Сунита Уильямс, которая заменит Томаса Райтера. Томас Райтер вернётся на Землю с экипажем шаттла «Дискавери» STS-116.
21 августа — первоначально третьим членом экипажа предполагался японский предприниматель Дайсукэ Эномото, который прошёл полный цикл подготовки к полёту. За три недели до старта у него были обнаружены проблемы со здоровьем, Эномото был отстранён от полёта и заменён своим дублёром Ануше Ансари.
22 августа — вместо Эномото в экипаж корабля «Союз ТМА-9» назначена американка иранского происхождения Ануше Ансари. Таким образом, Ансари получила возможность стать четвёртым космическим туристом и первой женщиной космическим туристом.
31 августа — из-за погодных условий старт шаттла «Атлантис» STS-115 перенесён на 6, 7 или 8 сентября. Чтобы избежать встречи «Атлантиса» и «Союза» на орбите, Роскосмос принял решение о переносе времени старта корабля «Союз ТМА-9» на 18 сентября в 04:08 UTC (08:08 московского летнего времени).
2 сентября — основной экипаж: Михаил Тюрин (Россия), Майкл Лопес-Алегриа (США), Ануше Ансари (США) и дублирующий экипаж: Юрий Маленченко (Россия), Пегги Уитсон (США) прибыли на космодром Байконур для проведения предполётных тренировок.
16 сентября — в 05:00 по московскому времени (01:00 UTC) ракета-носитель «Союз-ФГ» с космическим кораблём «Союз ТМА-9» вывезена из монтажно-испытательного корпуса на стартовую позицию.
18 сентября — в 08:08:42 московского летнего времени (04:08:42 UTC) «Союз ТМА-9» успешно стартовал с космодрома Байконур.
19 сентября — в космосе одновременно находились 12 астронавтов и космонавтов. Шестеро астронавтов на шаттле «Атлантис», три на корабле «Союз ТМА-9» и три на МКС. В 11 часов[чего?] шаттл находился на расстоянии 157 км от МКС и пролетал над территорией Австралии. «Союз» находился над территорией России, на расстоянии 10 500 ± км от шаттла. Между тремя экипажами была установлена связь, и астронавты и космонавты разговаривали между собой.
Экипаж «Союза» продолжал полёт к МКС, стыковка с которой была намечена на 20 сентября (09:24 московского летнего времени).
20 сентября — в 09:21:20 (05:08:42 UTC) корабль «Союз ТМА-9» успешно пристыковался к кормовому стыковочному узлу модуля «Звезда». Стыковка прошла в автоматическом режиме, под контролем командира «Союза» Михаила Тюрина. После проверки герметичности стыка в 12:34 был открыт люк между кораблём «Союз» и МКС.
10 октября осуществлена перестыковка корабля «Союз ТМА-9». В 23:14 московского летнего времени (19:14 UTC) корабль под управлением Михаила Тюрина отстыковался от кормового стыковочного узла служебного модуля «Звезда». Через 20 минут, в 23:34, корабль пристыковался к стыковочному углу функционально-грузового модуля «Заря». Стыковочный узел служебного модуля «Звезда» освобождён для грузового корабля «Прогресс М-58», который отправится к МКС 23 октября.
29 марта 2007 года корабль «Союз ТМА-9» был перестыкован от стыковочного узла модуля «Заря» на кормовой стыковочный узел модуля «Звезда». Космонавты 14-й долговременной экспедиции МКС Михаил Тюрин, Майкл Лопес-Алегрия и Суннита Уильямс перевели станцию в режим автономного полёта и заняли свои места в корабле «Союз ТМА-9». В 18:30 UTC (14:30 EDT, 22:30 московского летнего времени) был закрыт люк между станцией и кораблём «Союз ТМА-9». В 22:30 UTC (18:30 EDT, 30 марта 02:30 московского времени) корабль под управлением Михаила Тюрина отстыковался от МКС. В 22:54 UTC (18:54 EDT, 02:54 московского времени) корабль пристыковался к модулю «Звезда». Перелёт продолжался 24 минуты. К освободившемуся узлу на модуле «Заря», 9 апреля будет стыковаться корабль «Союз ТМА-10», на котором на станцию прибудет основной состав 15-й долговременной экспедиции МКС: Фёдор Юрчихин и Олег Котов, а также пятый космический турист Чарльз Симони.
21 апреля 2007 года в 16:31 по московскому летнему времени (12:31 UTC, 18:31 время в месте посадки), корабль «Союз ТМА-9» совершил посадку в заданном районе в 133 км северо-восточнее города Джезказган. Ранее посадка корабля планировалась на 20 апреля в районе города Аркалык. Из-за начавшегося таяния снега район предполагаемой посадки оказался подтопленным. Это могло затруднить эвакуацию экипажа. Поэтому посадка «Союза» была перенесена на сутки, при этом место посадки корабля стало южнее и суше. В корабле «Союз ТМА-9» на Землю возвратились Михаил Тюрин, Майкл Лопес-Алегриа и Чарльз Симони. Корабль «Союз ТМА-9» находился в космосе 215 суток, из них 213 суток в состыкованном состоянии с МКС. Основной состав 14-й долговременной экспедиции МКС: Майкл Лопес-Алегрия и Михаил Тюрин провели в космосе более 215 суток. Это рекорд продолжительности пребывания в космосе для американских астронавтов. Майкл Лопес-Алегрия превзошёл предыдущий рекорд, который принадлежал членам 4-й долговременной экспедиции Дэниелу Бершу и Карлу Уолцу и был равен 196 суток. Лопес-Алегрия передал командование МКС российскому космонавту Фёдору Юрчихину, который прибыл на станцию 9 апреля вместе с бортинженером Олегом Котовым. Третий член экипажа МКС-14, Сунита Уильямс, продолждит работу на станции теперь уже в составе МКС-15. Уильямс должна вернуть на Землю на шаттле «Индевор» STS-118, предварительная дата старта которого — 9 августа. Уильямс находится в космосе с 10 декабря 2006 года, если она вернётся на Землю после 9 августа 2007 года, то это будет новый рекорд продолжительности космического полёта (более 240 суток) для американских астронавтов.
После того как Майкл Лопес-Алегриа, Михаил Тюрин и Чарльз Симони заняли свои места в корабле «Союз ТМА-9», в 10:03 московского летнего времени был закрыт люк между кораблём и МКС. В 13:11 корабль отстыковался от станции. В 15:42 был включён тормозной двигатель, который проработал приблизительно 4 минуты. Корабль сошёл с орбиты и в 16:31 приземлился. Команда спасателей на вертолете прибыла к месту приземления уже через 5 минут.